# Hookeriopsis perfulva
Hookeriopsis perfulva är en bladmossart som beskrevs av Fleischer 1922. Hookeriopsis perfulva ingår i släktet Hookeriopsis och familjen Hookeriaceae. Inga underarter finns listade i Catalogue of Life.